# 돌발진
돌발진(영어: exanthema subitum) 또는 장미진(영어: roseola)은 일반적으로 2세 이하의 어린이에게서 나타나는 질병의 하나이다.
장미진은 미국 내 어린이들 가운데 1%에서 발병한다.

## 증상
일반적으로 이 질병은 6개월에서 2세 사이의 어린이에게서 발병하며 갑작스러운 고열로 시작한다.(39–40 °C; 102.2-104 °F) 이 발진은 가려움이 없으며 1~2일 동안 지속된다.

## 병인
2개의 인간 단순포진바이러스과인 사람헤르페스 바이러스 6형(HHV-6)과 사람헤르페스 바이러스 7형(HHV-7)에 의해 발병한다.

## 예방
돌발진에 대해 특정한 백신이나 치료법은 없으며 이 질병을 앓은 대부분의 어린이들은 심각하게 병들지 않는다.

## 치료
HHV-6 감염의 경우 2012년 6월 기준으로 어떠한 약리적 치료도 승인되지 않은 상태이다. 돌발진의 경우 약리적 치료가 필요 없을 수 있으나, 거대세포바이러스(발간사이클로비어, 간시클로비르, 시도포비어, 포스카르네트) 치료가 일부 성공을 보였다.

## 같이 보기
- 전염성 홍반